# Limni Plastira
Limni Plastira (in greco Λίμνη Πλαστήρα?) è un comune della Grecia situato nella periferia della Tessaglia (unità periferica di Karditsa) con 4 022 abitanti secondo i dati del censimento 2001
Il comune è stato costituito a seguito della riforma amministrativa detta Programma Callicrate in vigore dal gennaio 2011 che ha abolito le prefetture e accorpato numerosi comuni.